# Christy Burke
Christopher Burke est un conseiller indépendant de la Ville de Dublin et ex - Maire de Dublin.
Burke a pris le parti de l'armée républicaine irlandaise provisoire lors de la scission de 1970 entre le Sinn Féin et l'IRA. Dans les années 1970, il a servi deux fois dans la prison de Portlaoise, accusé d'être membre de l'IRA.
Au début des années 1980, il s'est impliqué dans la politique locale. Il a été impliqué dans la lutte contre le trafic illicite de drogues de l'activisme à Dublin, en particulier avec les Parents Contre la Drogue, et a critiqué la Garda Síochána pour leur traitement de ses militants,. Il a d'abord été élu à la Ville de Dublin en 1985.
En 1986, lui et Tony Gregory ont été emprisonnés pendant quatorze jours pour avoir fait campagne au nom des commerçants de Moore Street.
En 1996, il a reçu 7 500 £ pour la détresse causée par de fausses déclarations après qu'un membre de la branche spéciale de la Garda eut annoncé à Burke qu'il était sur le point d'être assassiné.
Il a participé aux négociations lors du processus de paix en Irlande du Nord dans les années 1990 et a soutenu le cessez-le-feu conclu par l'IRA.
Après avoir remporté un siège pour le Sinn Féin aux élections locales irlandaises de 2009, il a quitté le parti trois jours plus tard, provoquant les critiques d'Aengus Ó Snodaigh selon lesquelles le Sinn Féin l'avait promu dans la campagne en tant que conseiller au service le plus ancien.
En 2010, le journal Sunday World a été contraint par la Haute Cour (en) de s'excuser auprès de Burke pour un article publié en mai 2007 par le reporter Paul Williams, pendant la période de campagne électorale pour les élections générales de cette année, l'accusant à tort de lien avec l'IRA.
Il s'est présenté sept fois au Dáil dans le centre de Dublin, mais n'a pas été élu. En juin 2014, il a été élu maire de Dublin pour un an.